# Kpelle
Gli Kpelle sono il più numeroso gruppo etnico della Liberia, dove costituiscono circa il 20% della popolazione. Sono presenti anche in Guinea, e in misura minore in Costa d'Avorio. Prevalentemente agricoltori, parlano la lingua kpelle, appartenente alla famiglia delle lingue mande.
Vivono prevalentemente nelle contee di Bong, Bomi, Gbarpolu e Lofa in Liberia e nella regione di Nzérékoré in Guinea.
Tradizionalmente organizzati sotto diversi capi locali che fungono da mediatori, preservano l'ordine e risolvono le controversie, gli Kpelle sono probabilmente i più rurali e conservatori dei principali gruppi etnici della Liberia. Nonostante le forti piogge annuali e il terreno accidentato, sopravvivono principalmente grazie al loro raccolto base, il riso.
Originari, come gli altri popoli Mandé, della Savana sudanese occidentale, migrarono verso l'attuale Liberia nel XVI secolo, in corrispondenza con la dissoluzione dei grandi imperi saheliani. Furono in grado di sopraffare facilmente le popolazioni preesistenti di lingue kwa, in quanto in possesso di tecniche agricole più sofisticate. Prevalentemente cristiani o animisti, hanno convissuto e commerciato per secoli con altri popoli islamici come i Vai o i Mandingo. Altri gruppi etnici con cui gli kpelle interagiscono frequentemente sono i Mende, i Loma, i Mano, e i Bassa.